# Georgij Nikolaevič Danelija
Georgij Nikolaevič Danelija (in russo Гео́ргий Никола́евич Дане́лия?; in georgiano გიორგი დანელია?, Giorgi Danelia; Tbilisi, 25 agosto 1930 – Mosca, 4 aprile 2019) è stato un attore, regista e sceneggiatore sovietico, dal 1991 russo, di origine georgiana. Fu nominato Artista del popolo dell'Unione Sovietica nel 1989.

## Filmografia
- Vasisualij Lochankin - cortometraggio (1958)
- Tože ljudi - cortometraggio (1959)
- Serëža (1960)
- Fitil' - serie TV (1962)
- Put' k pričalu (1962)
- A zonzo per Mosca (1964)
- Tridcat' tri (1965)
- Ne gorjuj! (1968)
- Un ragazzo perduto - Le avventure di Huckleberry Finn (1973)
- Afonja (1975)
- Mimino (1977)
- Osennij marafon (1979)
- Slëzy kapali (1983)
- Kin-dza-dza! (1986)
- Pasport (1990)
- Nastja (1994)
- Orël i reška (1995)
- Fortuna (2000)
- Ku! Kin-dza-dza (2013)